# Тюхе
Тюхе или Тихи (на гръцки: Τύχη; старогръцко произношение Тюхе, новогръцко – Тихи) в древногръцката митология е богиня на съдбата, щастието и благоденствието. В римската митология ѝ̀ съответства Фортуна.
Според някои митове е океанида (дъщеря на Океан и Тетия), а според други е дъщеря на Зевс. От рога на изобилието (рогът на козата Амалтея, с чието мляко бил отхранен Зевс) тя сипе дарове върху хората, които я срещнат. Образът на Тюхе присъства на много монети от Елинистичната епоха.
Тюхе повишава и понижава и според настроението си променя хода на историята. Нейните атрибути са рог на изобилието, гребла, крила и кормило на топка или колело. Понякога тя държи на ръце и Плутос, богът на богатството, изобразен като момче.
- Тюхе с Плутон, 2 век, Архиологичен музей Истанбул
- Тихе на гърба на монета от времето на Гордиан III